# DOA (auteur)
Pour les articles homonymes, voir DOA.
Œuvres principales
- La Ligne de sang
- Citoyens clandestins
- Le Serpent aux mille coupures
- L'Honorable Société

DOA, né le 23 septembre 1968 à Lyon, est le nom de plume de l'écrivain français contemporain de romans noirs Hervé Albertazzi. Son pseudonyme fait référence à Dead on Arrival (Mort à l'arrivée), un film noir américain réalisé par Rudolph Maté (1950).

## Biographie
Après avoir été parachutiste dans un régiment d'infanterie de marine, DOA travaille comme producteur de jeux vidéo en France et à Londres avant de se tourner vers la littérature. Auteur de polars, dont les premiers titres mêlaient roman policier et science-fiction, son roman Citoyens clandestins a obtenu le grand prix de littérature policière en 2007. Ce livre marque également son entrée dans la célèbre Série noire des éditions Gallimard dirigée par Aurélien Masson.
En 2009, son thriller intitulé Le Serpent aux mille coupures fait partie de la sélection de l'été du prix SNCF du polar.
DOA est également scénariste de la série télévisée Braquo (épisode 5 de la saison 1, coscénarisé avec Jean-Guy Serrier et Michaël Souhaité).
En 2011, il publie avec Dominique Manotti L'Honorable Société qui obtient le grand prix de littérature policière 2011.
En 2015, puis en 2016, il revient avec son diptyque Pukhtu, qui se déroule principalement en Afghanistan et dans les zones tribales du Pakistan, aux personnages clandestins présents dans Citoyens clandestins et dans Le Serpent aux mille coupures,,. La première partie, Pukhtu : Primo, se voit décerner le prix Mystère de la critique 2016.
Parmi les auteurs dont DOA revendique l'influence, on peut citer James Ellroy, Joseph Wambaugh, Richard Price, Ed McBain, Tony Hillerman, M. John Harrison, J. G. Ballard, Dominique Manotti, Nick Tosches, Edogawa Ranpo, Hubert Selby Jr, Hunter S. Thompson, William Gibson, Kenneth J. Harvey, Philip K. Dick, J. R. R. Tolkien et Don Winslow.
En 2020, il est recruté parmi la « Red Team Défense », un groupe de dix auteurs de science-fiction chargés de faire de la prospective pour le ministère des Armées, en imaginant « les futures crises géopolitiques et ruptures technologiques impliquant les militaires », afin de défendre la « souveraineté de la France »,.

## Œuvre

### Cycle clandestin
1. Citoyens clandestins, Gallimard, coll. « Série noire » (Thrillers), 2007  (ISBN 978-2-07-078153-9)Grand prix de littérature policière 2007 ; réédition, Gallimard, coll. « Folio policier », no 539, 2009 (ISBN 978-2-07-037207-2)
2. Le Serpent aux mille coupures, Gallimard, coll. « Série noire », 2009  (ISBN 978-2-07-012472-5)Réédition, Gallimard, coll. « Folio policier », no 646, 2012 (ISBN 978-2-07-044115-0)
3. Pukhtu : Primo, Gallimard, coll. « Série noire » (Thrillers), 2015  (ISBN 978-2-07-013552-3)Prix Mystère de la critique 2016 ; réédition, Gallimard, coll. « Folio policier », no 836, 2017 (ISBN 978-2-07-272894-5)
4. Pukhtu : Secundo, Gallimard, coll. « Série noire » (Thrillers), 2016  (ISBN 978-2-07-014869-1)Réédition, Gallimard, coll. « Folio policier », no 837, 2017 (ISBN 978-2-07-272899-0)

- Le Cycle clandestin, I, Gallimard, coll. « Folio policier », no 815, 2016  (ISBN 978-2-07-046929-1)Contient les romans Citoyens clandestins et Le Serpent aux mille coupures
- Le Cycle clandestin, II, Gallimard, coll. « Folio policier », no 867, 2018  (ISBN 978-2-07-272889-1)Contient les romans Pukhtu : Primo et Pukhtu : Secundo

### Romans indépendants
- Les Fous d'avril, Fleuve noir, coll. « Rendez-vous ailleurs », 2004  (ISBN 2-265-07801-8)Prix Agostino, ou prix des lecteurs, au Quais du polar à Lyon en 2005
- La Ligne de sang, Fleuve noir, coll. « Noirs », 2004  (ISBN 2-265-07917-0)Réédition revue par l'auteur, Gallimard, coll. « Folio policier », no 453, 2010 (ISBN 2-070-34241-7)
- L'Honorable Société, Gallimard, coll. « Série noire » (Thrillers), 2011  (ISBN 978-2070126224)Écrit avec Dominique Manotti. Grand prix de littérature policière 2011 ; réédition, Gallimard, coll. « Folio policier », no 688, 2013 (ISBN 978-2070450138)
- Lykaia, Gallimard, 2018  (ISBN 978-2-07-280132-7)
- Rétiaire(s), Gallimard, 2023  (ISBN 978-2-07-292701-0)Réédition, Gallimard, coll. « Folio policier », no 1000, 2024 (ISBN 978-2-07-304442-6)

### Nouvelles
- Bonne année, K., in Télérama (10 nouvelles pour 2010), 2010.
- бесценный, in Paris noir, Asphalte, 2010  (ISBN 978-2-91876-702-2) — précédemment édité en anglais sous le titre Precious, in Paris Noir, Akashic Books, 2008  (ISBN 978-1933354637).
- La Meute, in Brèves de noir, Points, 2014  (ISBN 978-2-7578-3830-3).
- Avant Pukhtu, Gallimard, 2017, disponible uniquement sous forme électronique.

### Romans graphiques
- La Ligne de sang, Les Arènes, 2019Adaptation par l'auteur de son propre roman, dessiné par Stéphane Douay

## Adaptation
- Le Serpent aux mille coupures est un film français réalisé par Éric Valette, sorti en 2017.

## Prix et nomination

### Prix
- Prix des lecteurs Quais du polar / 20 minutes 2005 pour Les Fous d'avril[12]
- Grand prix de littérature policière 2007 pour Citoyens clandestins et 2011 pour L'Honorable Société[13]
- Prix Mystère de la critique 2016 pour Pukhtu : Primo[14]

### Nomination
- Trophées 813 2024 du meilleur roman francophone pour Rétaire(s)[15]